# 新山印度清真寺
印度清真寺位於马来西亚柔佛新山，是马来西亚的清真寺之一。